# Rittersbach (Elztal)

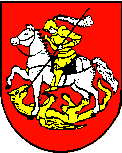
Ehemaliges Gemeindewappen von Rittersbach

Rittersbach ist ein seit 1975 zur Gemeinde Elztal zählender Ort im Neckar-Odenwald-Kreis. Am 31. Dezember 2020 hatte der Gemeindeteil 634 Einwohner.

## Geografie

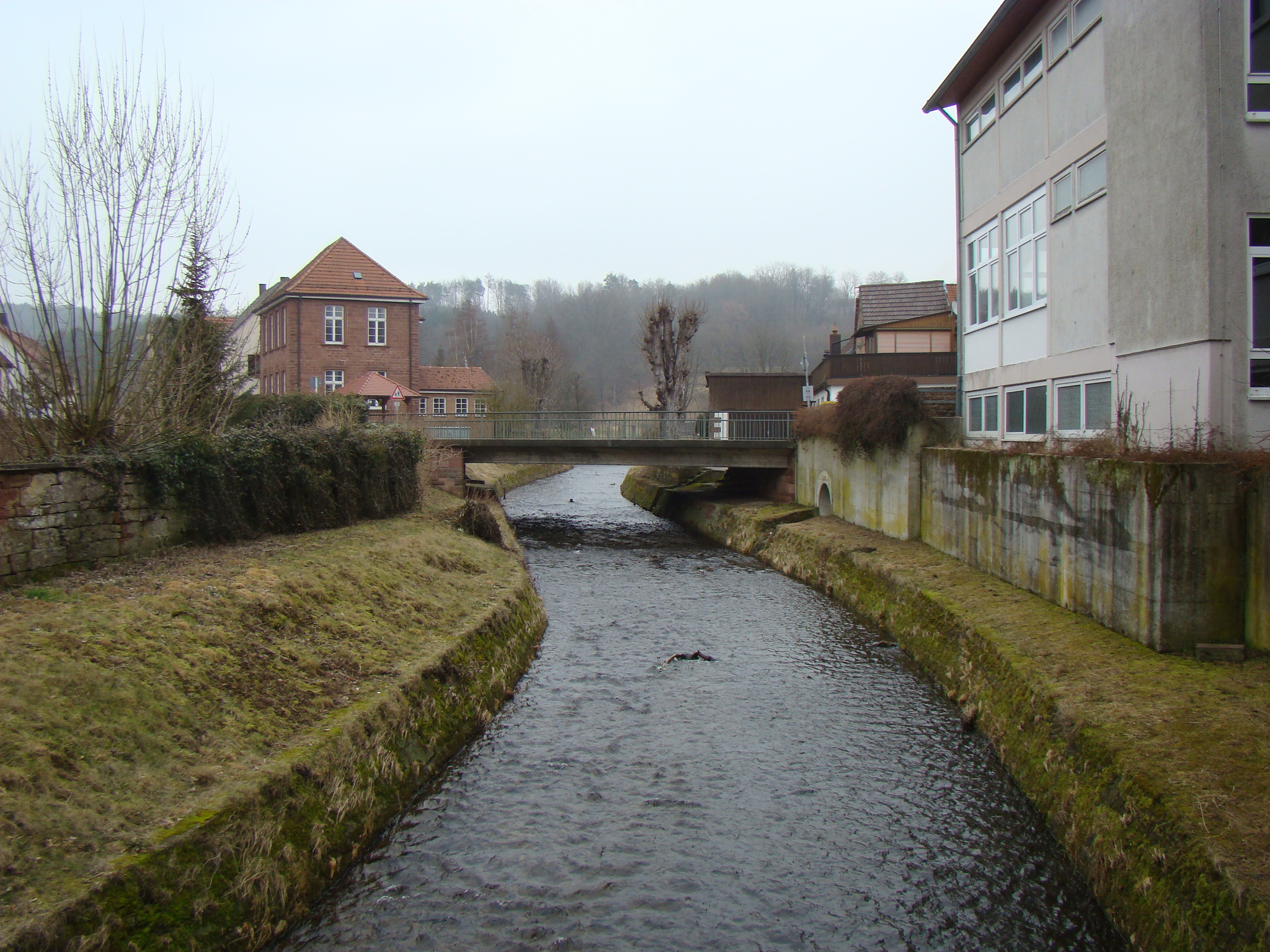
Die Elz in Rittersbach

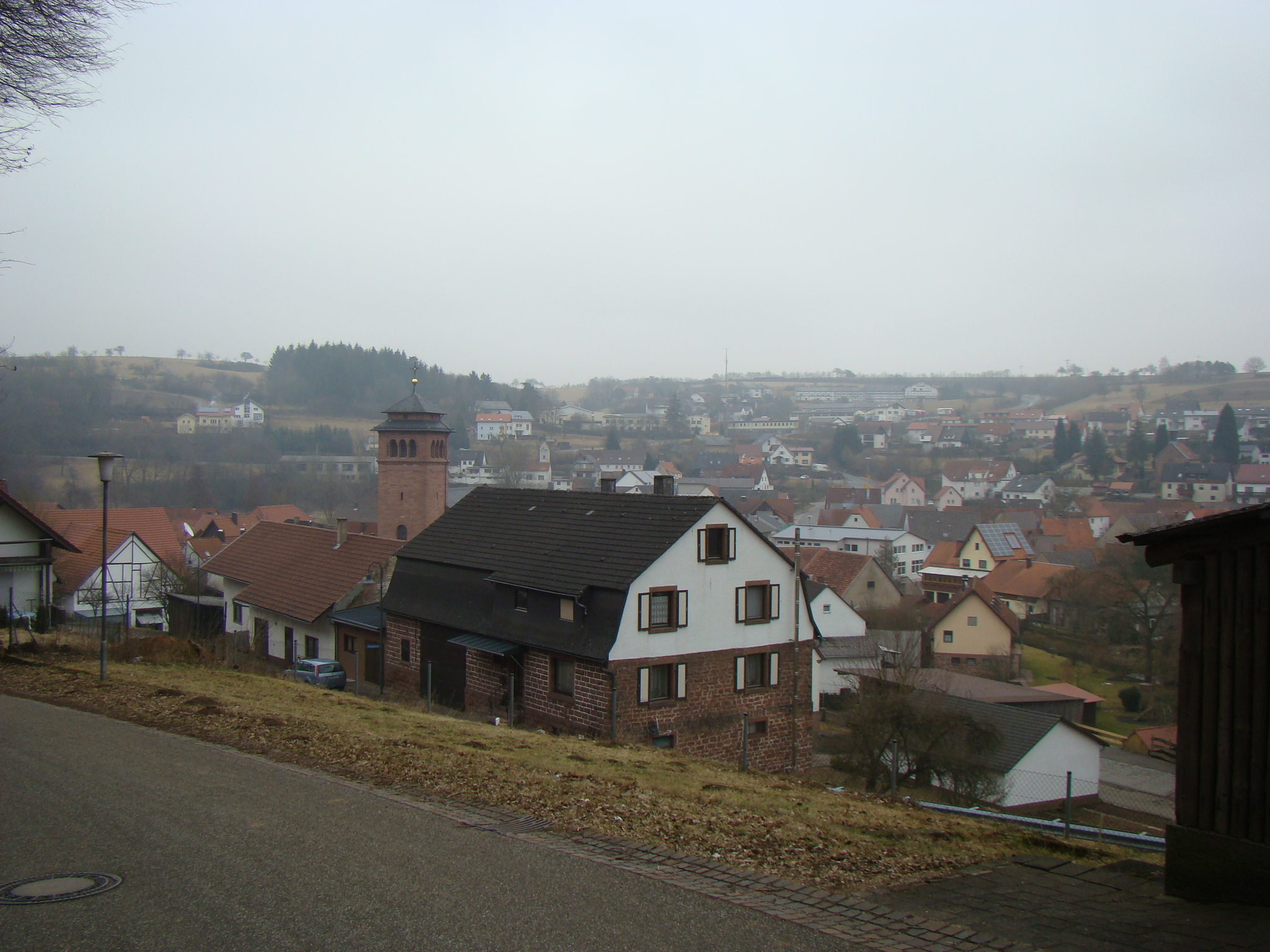
Blick über Rittersbach

Rittersbach liegt in einem weiten Tal der Elz, etwa drei Kilometer nordöstlich bachaufwärts des Elztaler Hauptortes Dallau. Der Elz, die vor und nach dem Ort in einem eher engen Tal verläuft und bei Rittersbach einen (durch die Flurbereinigung der 1970er Jahre entschärften) Knick nach Westen macht, fließt nördlich oberhalb des Ortes von Osten der Guckenbach zu, außerdem treten in den Höhenlagen bei Rittersbach verschiedene Quellen zu Tage, die ebenfalls in die Elz entwässern. Der Wasserreichtum führt insbesondere im Frühjahr zur Zeit der Schneeschmelze immer wieder zu Überflutungen.

## Geschichte
Der Ort ist eine Gründung der merowingischen Ausbauzeit, wurde erstmals in einer Schenkungsurkunde vom 21. September 783 im Lorscher Codex als Rodinsburon erwähnt und zählte in fränkischer Zeit zum Gau Wingarteiba, über den das Bistum Worms die Grafengewalt ausübte. Nach mehreren weiteren urkundlichen Erwähnungen im 9. Jahrhundert (Schenkungen an das im Bistum Worms gelegene Kloster Lorsch) fehlen bis ins hohe Mittelalter die Nachrichten über den Ort. Auch ohne urkundlichen Beleg wird vermutet, dass der Ort im 13. Jahrhundert zum staufischen Reichsland um die Pfalz Wimpfen zählte und nach dem Untergang der Staufer im 14. Jahrhundert an die Kurpfalz kam, die den Ort bzw. Teile davon als Lehen an verschiedene Adelsfamilien gab. 1370 vergab Pfalzgraf Ruprecht I. (wohl eine Hälfte von) Rittersbach an eine Lehengemeinschaft aus Eberhard von Obrigheim sowie Berthold und Wipprecht von Dürn. 1380/82 verkauften die Herren von Heinriet, die im Nachbarort Dallau das Schloss Dallau errichtet hatten und dort die Ortsherrschaft ausübten, bevor sie in Fehden gerieten und verarmten, ihre Rittersbacher Rechte an die Herren Münch von Rosenberg. Um 1400 war eine Hälfte des Ortes, der Vogtei und des Gerichts als pfälzisches Lehen im Besitz der Herren Pilgrim von Limbach, die 1403/11 ihre Rechte an die Herren Rüdt von Bödigheim abtraten. 1439 besaß der Deutsche Orden die ehemals Heinrieter Hälfte des Ortes. 1491 regelte ein Vertrag die ehemals zersplitterten Besitzverhältnisse in Rittersbach (wie auch in den Nachbarorten Dallau und Auerbach) dahingehend, dass der Deutsche Orden und die Kurpfalz jeweils die Hälfte der Herrschaft innehaben sollten. Bei dieser Regelung blieb es in Rittersbach bis 1668, als der Deutsche Orden seine Besitztümer in den vom Dreißigjährigen Krieg gezeichneten Orten im Elztal mit der Kurpfalz gegen ein Territorium bei Mergentheim eintauschte, so dass Rittersbach künftig ganz zur Kurpfalz zählte. Bei der Neuordnung des deutschen Südwestens durch den Reichsdeputationshauptschluss kam Rittersbach 1802 zunächst an das Fürstentum Leiningen und nach dessen raschen Niedergang 1806 zum Großherzogtum Baden. Rittersbach war eine selbstständige Gemeinde, die sich am 1. Januar 1975 der aus den Orten Dallau, Auerbach, Neckarburken und Muckental gebildeten Gemeinde Elztal anschloss.

### Ortsname
Der Ortsname hat sich von seiner ersten Erwähnung 783 als Rodinsburon im Laufe der Zeit über Rudwinsburen (835), Rudinspuor (1306), Rudespurre (um 1400), Rudelspach (1453), Rindenspor (1504), Rudersporn (1549), Ruderspurg (1554), Ruderspach (1561) und Ridessbach (1684) bis 1714 schließlich zum heutigen Rittersbach gewandelt. Der ursprüngliche Ortsname wird als Bezeichnung der Wohnstatt einer Person gedeutet („Haus des Rudwin“). Die späteren Wandlungen des Namens auf -sporn, -burg bzw. Ritter- lassen zwar einen Adelssitz vermuten, einen solchen hat es in Rittersbach jedoch nicht gegeben.

## Religionen
Die erste Erwähnung einer Pfarrkirche in Rittersbach stammt aus dem Jahr 1306, eine Kirche bestand im Ort jedoch wohl bereits lange vorher schon. Das Rittersbacher Kirchengut geht auf eine Stiftung der Herren Pilgrim von Limbach vom Ende des 14. Jahrhunderts (Urkunde fehldatiert auf 1316) zurück. Durch die hälftige Zugehörigkeit zur Kurpfalz wurde unter Kurfürst Friedrich III. um 1560 die calvinistische Reformation auch in Rittersbach durchgeführt. Der Ort teilt die wechselhafte Reformationsgeschichte der Kurpfalz, zählte während des Dreißigjährigen Krieges jedoch von 1623 bis 1648 mit wenigen Unterbrechungen zum katholischen Bayern, so dass zum Ende des Krieges alle überlebenden 24 Einwohner katholisch waren. Nach der Restitution der Pfälzer Verhältnisse nach dem Westfälischen Frieden wurde die Pfalz und damit die Rittersbacher Kirche wieder calvinistisch, doch blieb der Katholizismus aufgrund des Einflusses des Deutschen Ordens stark. Der Deutsche Orden tauschte seinen Anteil an Rittersbach zwar 1668 mit der Pfalz ein, doch gab es nach dem Regierungsantritt von Kurfürst Philipp Wilhelm 1685 weitere Rekatholisierungsbestrebungen. 1698 wurde in Rittersbach das Simultaneum eingeführt, so dass Katholiken und Reformierte gemeinsam die Kirche nutzen konnten. 1705 erhielt die zahlenmäßig weitaus größere katholische Gemeinde schließlich die alte Kirche zugesprochen, die sie 1736/37 modernisierte. Die evangelische Gemeinde nutzte zunächst Räume im Rathaus für ihre Gottesdienste, errichtete 1742 einen eigenen Betraum und 1854 schließlich die heutige evangelische Kirche. Die katholische Gemeinde führte 1886 bis 1888 den Neubau der heutigen katholischen Georgskirche durch.

## Sehenswürdigkeiten

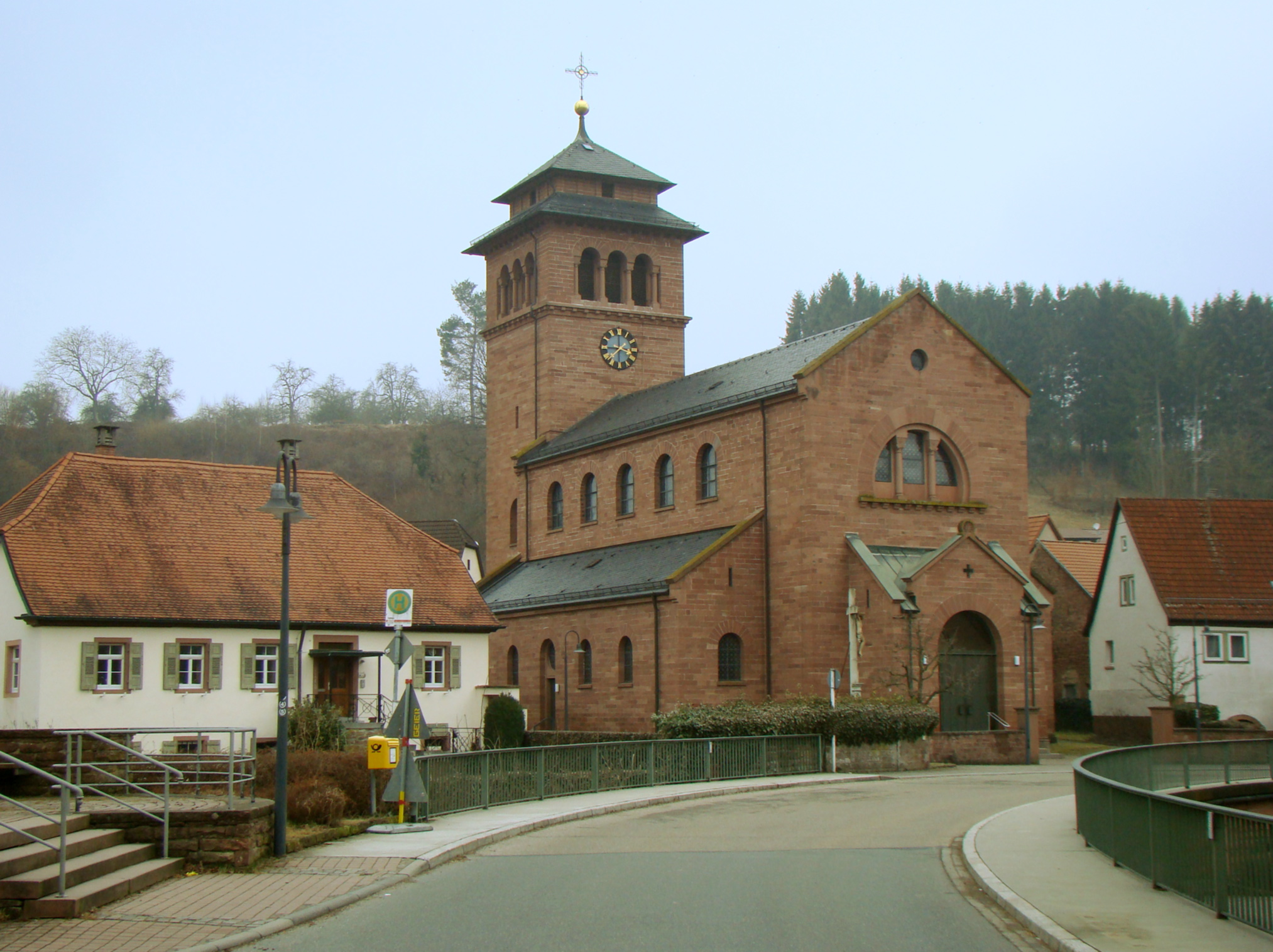
Ortsmitte mit Kirche und Pfarrhaus

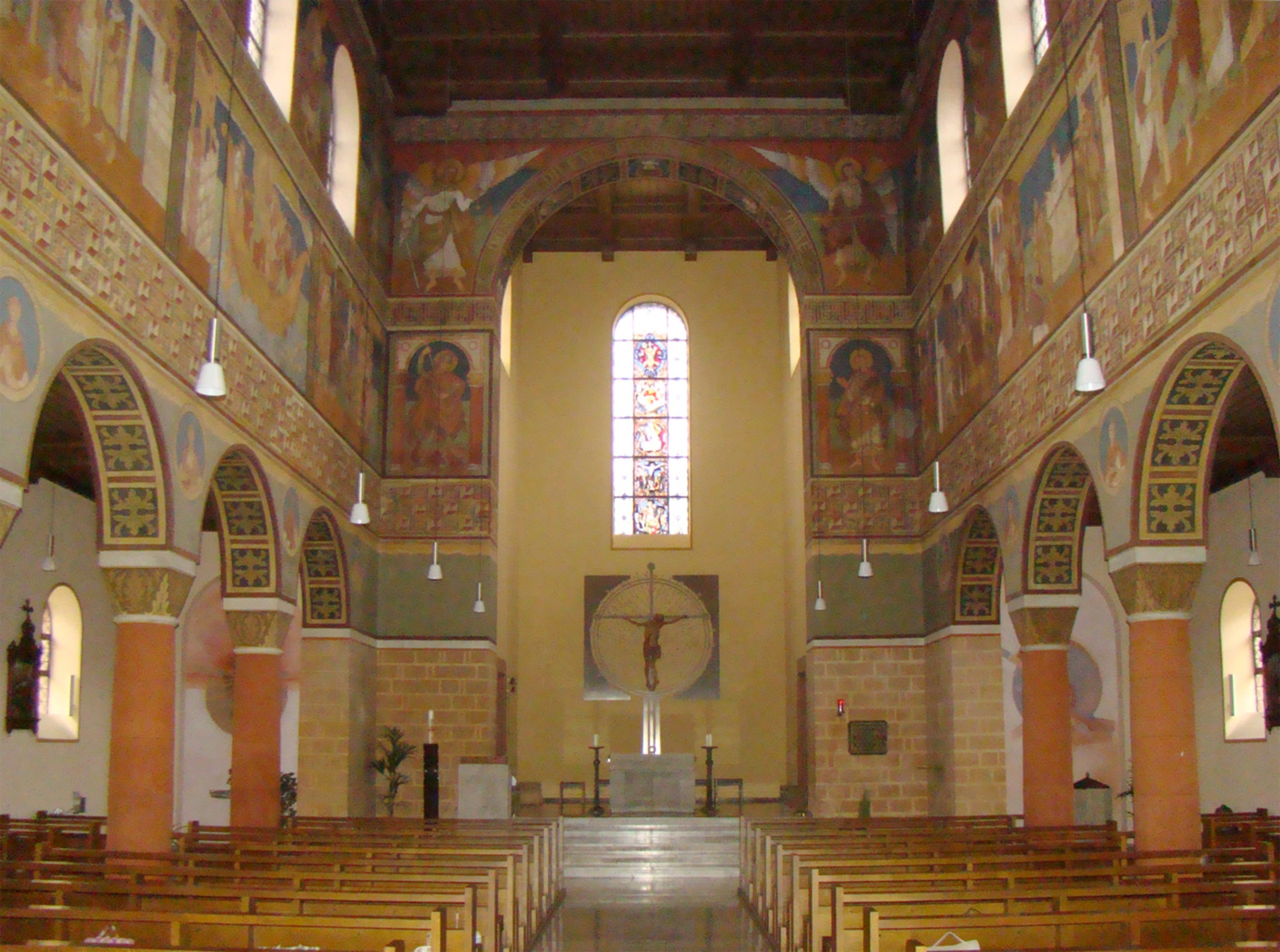
Inneres der Kirche St. Georg

Die katholische Kirche St. Georg wurde 1886 bis 1888 an der Stelle der alten Kirche des Ortes errichtet. Die Kirche ist weitgehend eine Kopie der Georgskirche in Oberzell auf der Insel Reichenau im Bodensee, wobei den Anlass zur Errichtung einer Kopie vor allem auch die 1880/82 freigelegten Malereien der Oberzeller Kirche gaben, an deren Restaurierung der Leiter des Erzbischöflichen Bauamtes in Mosbach, Ludwig Maier, beteiligt war. Maiers Vorschlag zur Errichtung einer Kopie der von ihm bewunderten Oberzeller Kirche war weitaus günstiger als die in Rittersbach zuvor angestellten sonstigen Überlegungen zu einem Kirchenneubau. Die Ausmalung fertigte der Maler Fritz Kohlund aus Freiburg. Neben der Kirche befindet sich das historische Pfarrhaus, das 1843 erweitert wurde und dessen Scheune heute als Gemeindezentrum dient.
Die evangelische Kirche wurde 1854 nach Plänen von Bauinspektor Lutz an der 1849 fertiggestellten Staatsstraße errichtet. Ihre heutige Gestalt erreichte sie durch die Vergrößerung des Dachreiters im Jahr 1909.
Der Ort verfügt über zahlreiche historische Gebäude aus dem 17. und frühen 18. Jahrhundert, die überwiegend als Fachwerkgebäude auf Steinsockeln aus dem für den Odenwald charakteristischen roten Sandstein errichtet wurden. Zu den schmuckvollsten Fachwerkgebäuden zählt das Haus Weber in der Georgstraße bei der katholischen Kirche, das als Beispiel für ein Bauernhaus des frühen 18. Jahrhunderts gilt.
Das Schulhaus des Ortes wurde 1910 nach Plänen von Philipp Fleischmann als zweistöckiger Sandsteinbau errichtet. Das Nachbargebäude, in dem sich gegenwärtig eine Volksbankfiliale befindet, ist das Schul-Vorgängergebäude von 1866, das nach 1910 Lehrerwohnhaus, dann Fortbildungsschule des gemeinsamen Fortbildungsschulverbands von Rittersbach, Auerbach und Muckental war. Die Scheune auf dem benachbarten Anwesen Heinrich war im 19. Jahrhundert Wohnhaus und katholische Schule. Verschiedene weitere Gebäude des Ortes, darunter das alte Rathaus, das Haus Luttenbach und das Haus Kniel, haben in der Vergangenheit auch bereits als Schulhaus gedient.
Die Rittersbacher Mühle am nördlichen Ortsrand im Elztal wurde 1561 erstmals urkundlich erwähnt, der Mühlbetrieb fand darin bis 1962 statt. Die Mühle hatte eine Konzession für einen Mahl- und einen Schälgang, später auch eine zusätzliche Ölmühle, und war keine Bannmühle, so dass sie sich im späten 18. und im 19. Jahrhundert in ständiger Konkurrenz zur 1769 errichteten, nur etwas mehr als einen Kilometer elzaufwärts gelegenen Heidersbacher Mühle befand.
Zu den markanten Bauwerken des Ortes zählt ferner das alte Brauerei- und Schnapsbrennereigebäude des Gasthauses Zum Ritter. Das 1869 errichtete steinerne Gebäude markiert die Orientierung der ansässigen Gewerbetreibenden vom Tal hin zur um 1850 errichteten Staatsstraße (der heutigen B 27), die den alten Ortskern auf einem Höhenzug im Westen umfährt. Das Gasthaus war 1850 von der Ortsmitte zur neuen Staatsstraße hin umgezogen, wurde 1868 erweitert und erhielt 1869 die für Brauerei und Brennerei nötige Konzession.
Im Ort befinden sich außerdem verschiedene Kleindenkmale wie Brunnen, Bildstöcke und Steinkreuze, sowie verschiedene historische Wegweiser und Marksteine.

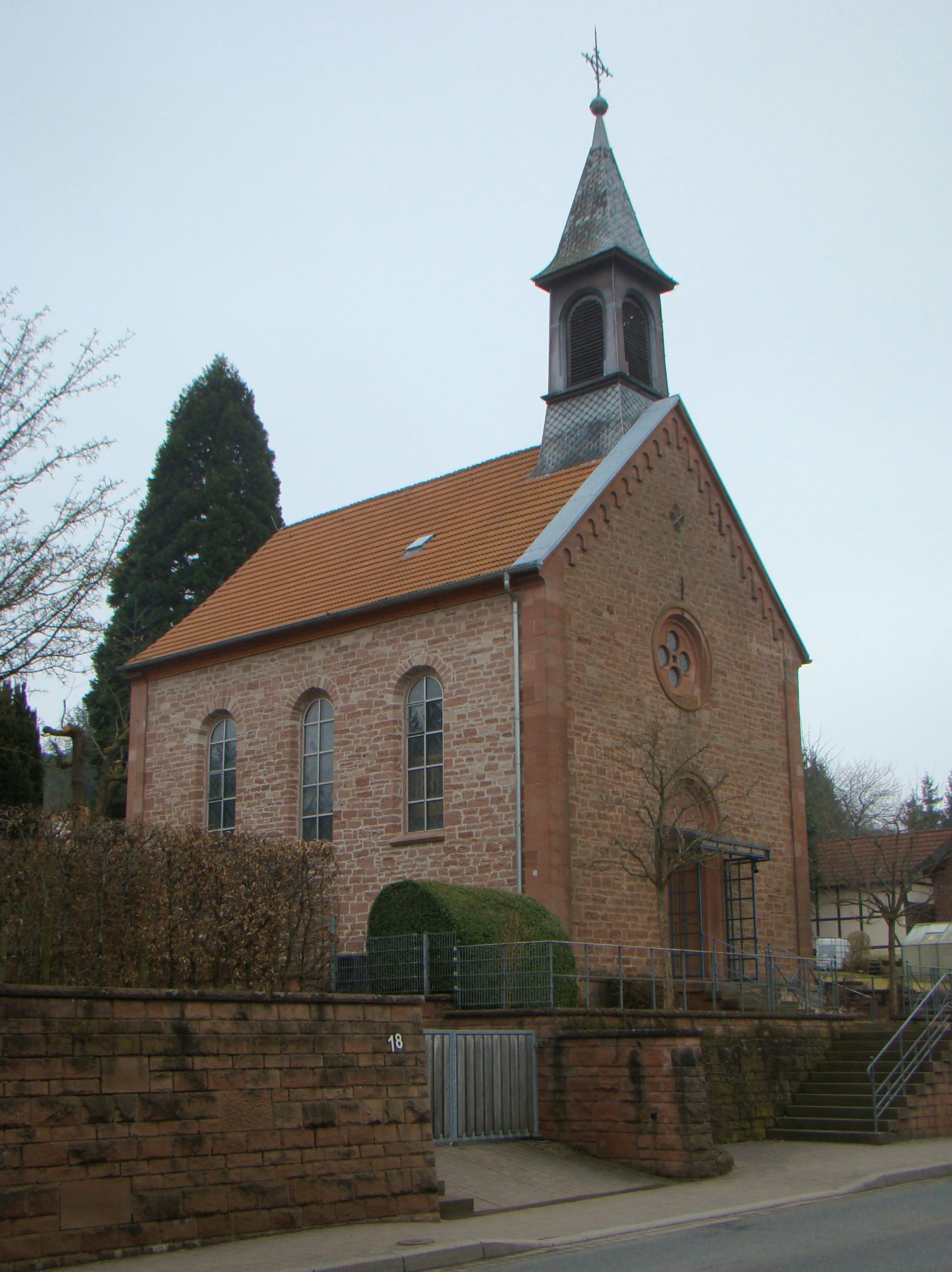
Evang. Kirche
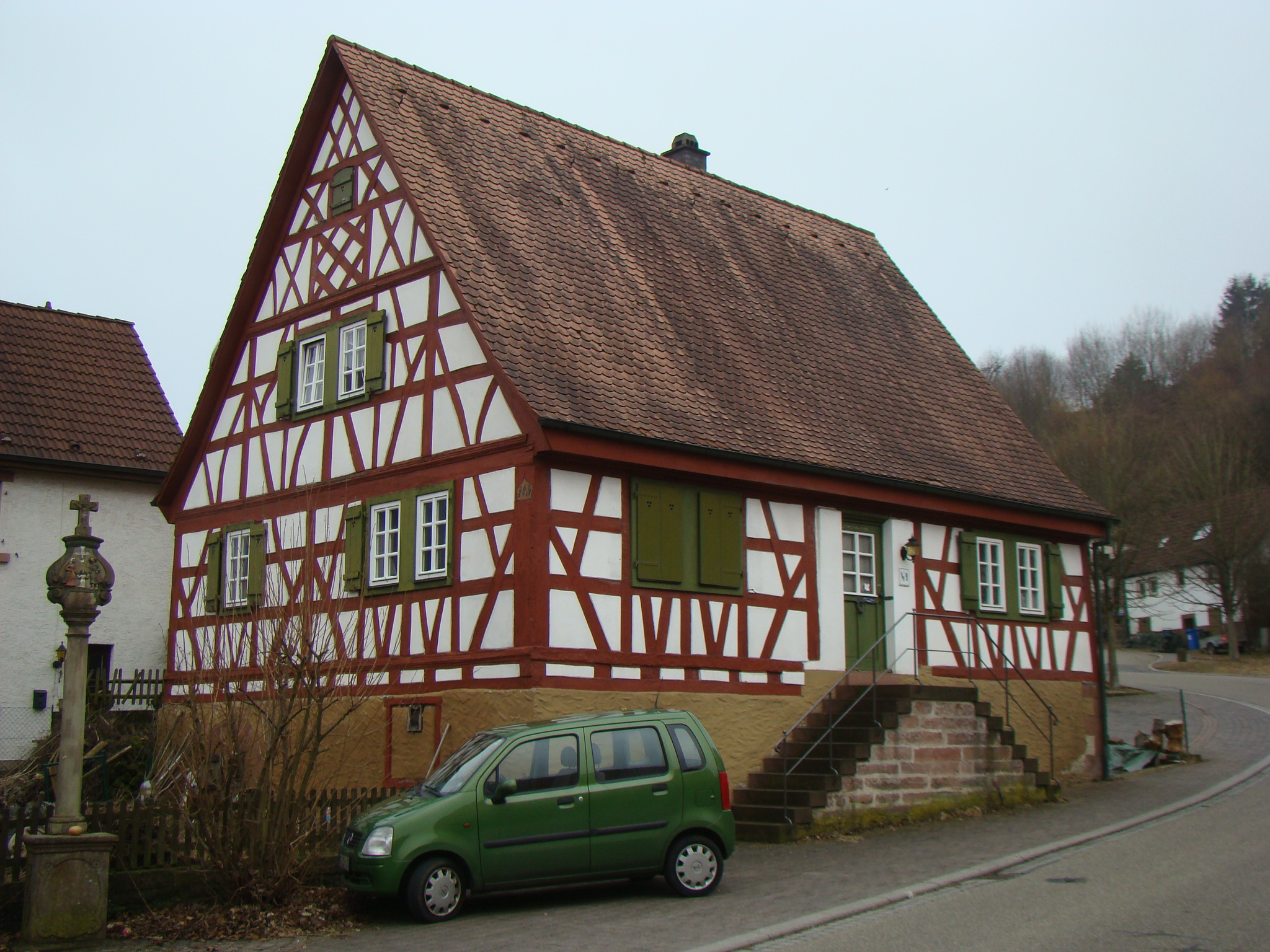
Haus Weber
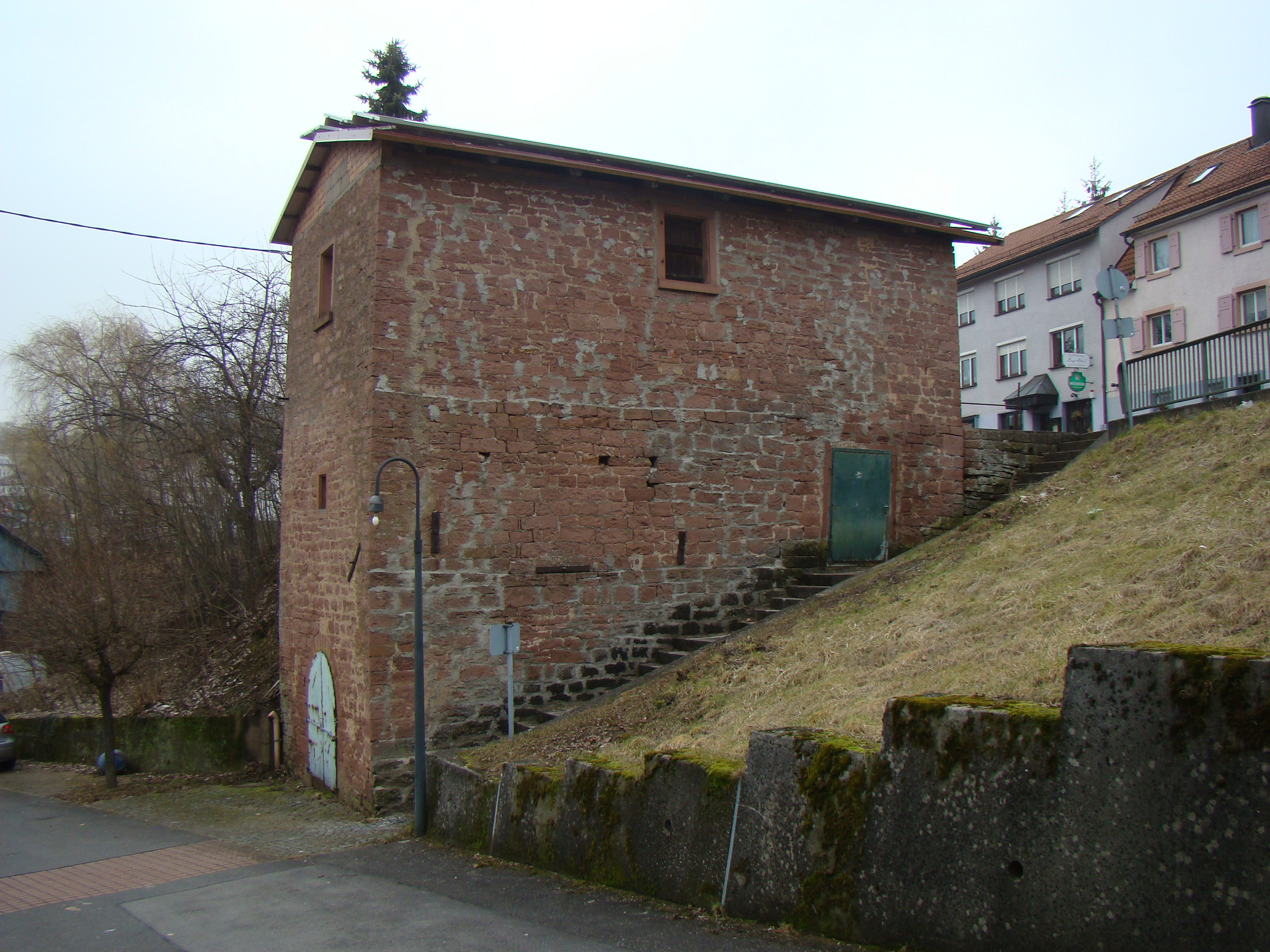
Ritter-Brauereigebäude
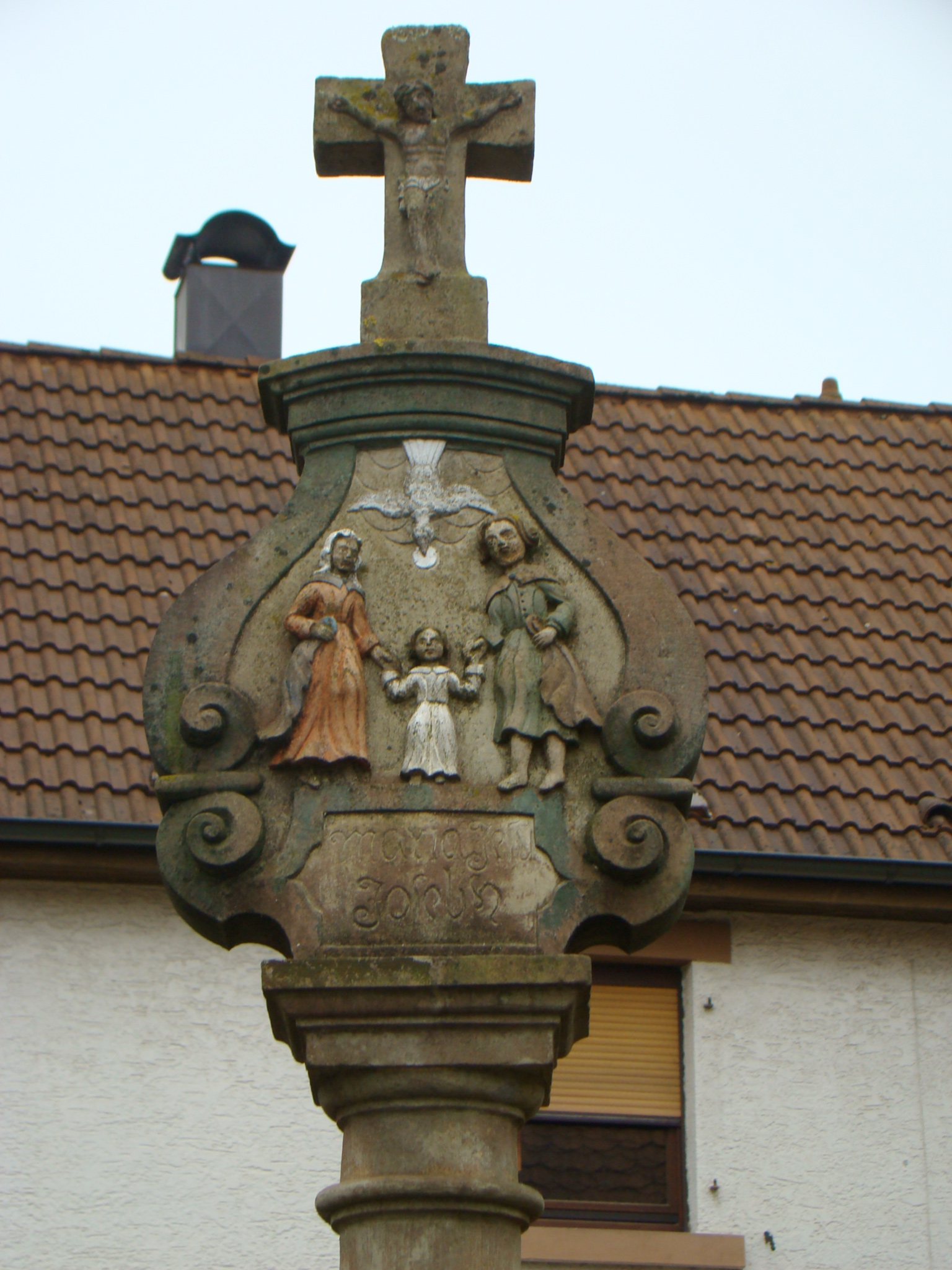
Heilige-Familie-Säule

## Wirtschaft
Größter Arbeitgeber am Ort ist die OWR GmbH, ein Hersteller von Geräten und Systemen für den ABC-Schutz, mit etwa 85 Beschäftigten. Ansonsten ist der auch heute noch stark landwirtschaftlich geprägte Ort vor allem ein Wohnort von Pendlern in die umliegenden Orte.

## Verkehr
Die wichtigste Verkehrsader des Ortes ist die B 27, die den Ort, von Buchen kommend, von Nordosten nach Südwesten durchquert und sich südwestlich von Rittersbach mit der B 292 vereinigt. Die nächsten Eisenbahnhaltepunkte sind in den Nachbarorten Auerbach und Oberschefflenz, wo die S-Bahn RheinNeckar auf der Bahnstrecke Neckarelz–Osterburken verkehrt.

## Persönlichkeiten
- Alois Beichert (1893–1945), römisch-katholischer Geistlicher und Märtyrer